# 万巻

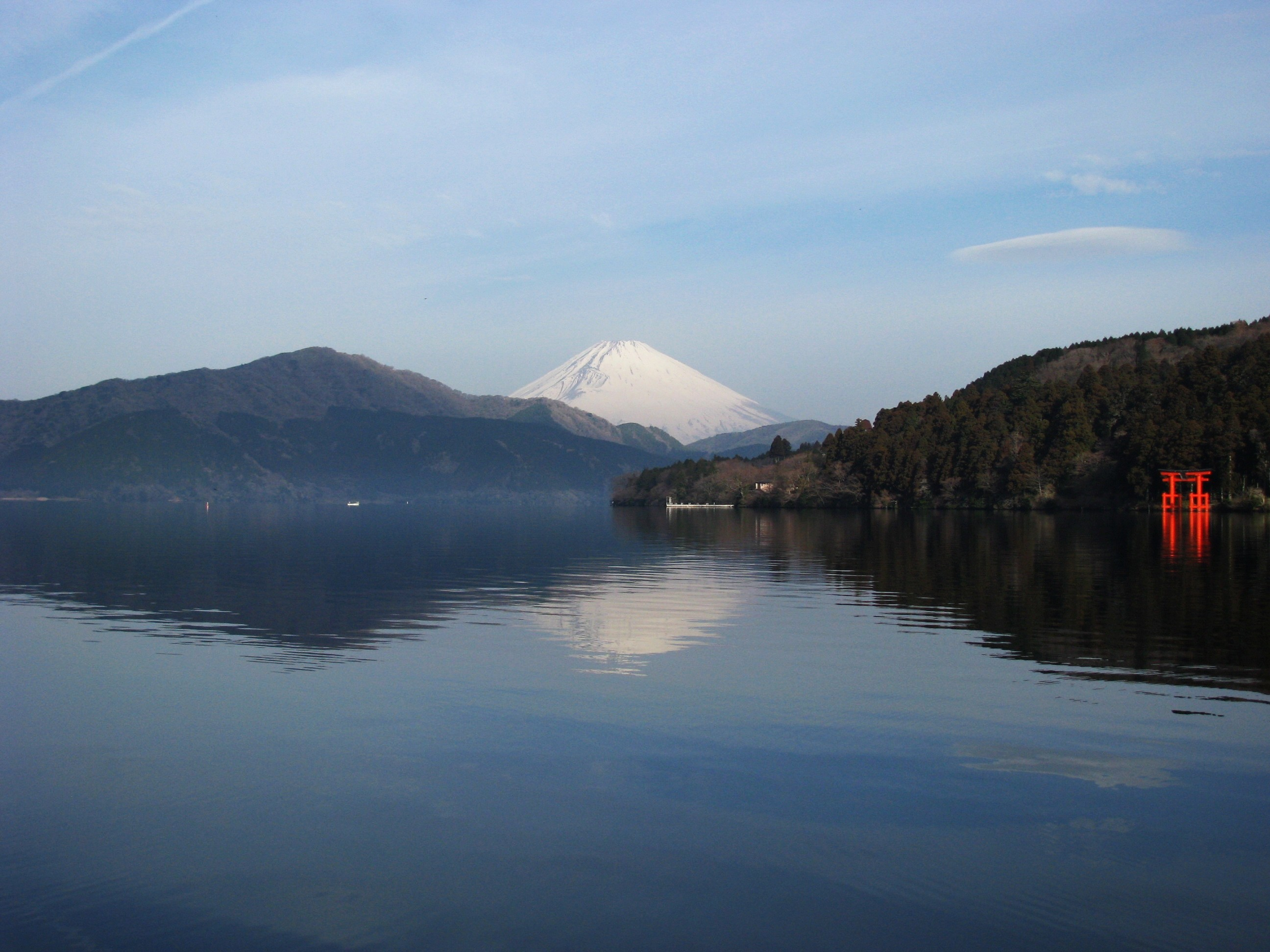
芦ノ湖。万巻が九頭龍を調伏したとされる。

万巻（まんがん）は、奈良時代の僧。万巻上人、萬巻上人、満願禅師とも呼ばれる。神と仏を結ぶ聖僧（しょうそう）であり、我が国の神仏習合の魁として活躍した。東は鹿島から西は伊勢にいたるまで、広範囲に宗教活動を行ない、神社や仏閣を作った。また修験道にも精通し、箱根山で箱根権現を感得した。

## 生涯
『筥根山縁起』によれば、養老年間に京都で沙弥（しゃみ）智仁の子として生まれ、20歳で受具剃髪（出家）し、一万巻にも及ぶ経典を読んだので万巻（萬巻）と称され、日本全国の霊場を巡行した。
奈良時代において、神社の神々は仏教を歓迎するという思潮のもと、仏教の僧侶が神々に奉仕するために神社に併設させて寺（神宮寺）を建てていった。万巻も、その一人であった。
天平勝宝元年（749年）、鹿島郡大領中臣連千徳、元宮司中臣鹿島連大宗とともに鹿島神宮寺を建立した。
なお、鹿島から箱根に向かう途中、海に炎が上がり魚が死んで漁民が苦悩しているのを目撃したので読経をすると、薬師如来が顕われて法力で温泉を海から山に移すように教導したので、37日間の断食祈祷で実現したとされる。これが熱海温泉の由来とも伝承されている。

### 箱根山での活動
天平宝字元年（757年）、朝廷の命を受けて箱根山の山岳信仰を束ねる目的で箱根山に入山し、神山や駒ケ岳で3年間修行して、相模国大早河上湖池水辺で難行苦行の功で箱根権現（法躰・俗躰・女躰）を感得した。そして、夢の中の神託により、箱根権現を祀る社殿（現・箱根神社）を建立した。
また、芦ノ湖に住む9つの頭を持つ毒龍（九頭龍）が荒れ狂って村民を苦しめていたのを法力で調伏したとされる。調伏された九頭龍は懺悔して宝珠・錫杖・水瓶を持って万巻上人に帰依したので、湖の主・水神（九頭龍権現）として祀る社殿を建立した（現・九頭龍神社本宮の場所）。

### その後
天平宝字7年（763年）、多度権現の神託で多度神宮寺を建立した。
万巻の没年は不明だが、その「奥津城」（墓）は、箱根神社の北参道の入り口近くにあり、現在、毎月24日に月次祭が行われている。
万巻の姿を写すものとして、平安時代前期の作である木造万巻上人坐像（国指定重要文化財）がある。箱根神社の宝物殿で拝観可能。